# Qingxiusaurus youjiangensis
Il qingxiusauro (Qingxiusaurus youjiangensis) è un dinosauro erbivoro appartenente ai sauropodi. Visse nel Cretaceo superiore (100-70 milioni di anni fa) e i suoi resti fossili sono stati ritrovati in Cina.

## Classificazione
Questo dinosauro è noto grazie a uno scheletro incompleto comprendente due omeri, due ossa dello sterno e una spina neurale. Descritto per la prima volta nel 2008, questo dinosauro è stato ascritto al gruppo dei titanosauri, un gruppo di sauropodi molto diffuso nel Cretaceo. Alcune caratteristiche delle ossa rinvenute (la spina neurale allungata e di struttura semplice, il rapporto tra lo sterno e l'omero) permettono di distinguere Qingxiusaurus da altri sauropodi del Cretaceo cinese, e indicano una notevole diversità tra i titanosauri asiatici, quasi sconosciuti fino agli anni 2000. Come tutti i sauropodi, Qingxiusaurus possedeva un corpo voluminoso, arti colonnari e collo e coda lunghi. 